# László Dezső (katonatiszt)
Vitéz László Dezső (született: Lancsek Dezső, Lovászpatona, 1893. július 23. – Budapest, 1949. június 8.) magyar katonatiszt az első,- és második világháború idején, 1944 októberétől 1945 áprilisáig az 1. magyar hadsereg főparancsnoka. A háború után háborús bűnök vádjával a Népbíróságok Országos Tanácsa (NOT) előbb 15 év fegyházra, majd később perújrafelvételt követően halálra ítélte és kivégezték.

## Élete
A hadapródiskola elvégzése után, 1911-ben zászlóssá avatták. Az első világháborúban főhadnagyi rangban szolgált a szerb fronton, az olasz fronton és a keleti fronton. A háború vége fele olasz hadifogságba került, majd kiszabadulása után, 1919-ben a Nemzeti Hadsereg vezérkari tisztje lett. 1920–21-ben elvégezte a hadiakadémiát és különböző vezérkari beosztásokban szolgált. 1921 és 1925 között Várpalotán csapattiszt. 1936. május-jétől az 1. vezérkar-főnöki osztály vezetője. 1937. február 1-jétől az 1. vegyes-dandár vezérkari főnöke, majd 1938. november 1.-től ismét az 1. vezérkari főnöki osztály vezetője. 1941–43 között a Hadiakadémia parancsnoka volt, majd altábornagyi rangban a keleti fronton, a Szovjetunióban harcoló 7. (soproni) könnyű hadosztály parancsnoka volt 1942. augusztus 12-ig.
A nyilas hatalomátvételt követően Szálasi kinevezte az 1. magyar hadsereg parancsnokává, november 1-jén pedig vezérezredesi rangot kapott. Ebben a beosztásban maradt a háború végéig, amikor 1945 áprilisban amerikai fogságba esett.
A háborút követően kiadták Magyarországnak, ahol a népbíróság 1946-ban 15 évi fegyházra ítélte. A kommunista hatalomátvételt követően perújrafelvétellel halálra ítélték, de elnöki kegyelemre ajánlották, amit Szakasits Árpád államfő elutasított, így László Dezsőt 1949. június 8-án kivégezték.
A rendszerváltást követően, 1999-ben, a Legfelsőbb Bíróság felmentette a bűncselekmény vádja alól.